# Instituto Universitario de Madres de Plaza de Mayo
El Instituto Universitario Nacional de Derechos Humanos Madres de Plaza de Mayo  (antiguamente Universidad Popular de las Madres de Plaza de Mayo) es una institución de educación superior pública universitaria argentina creada por la Asociación Madres de Plaza de Mayo. Esta institución fue creada en el año 2000 y comenzó con algunas carreras terciarias y pequeños cursos. Actualmente también se comenzaron a dictar algunas carreras de grado, como Abogacía, Trabajo Social y Licenciatura en Historia. Desde 2015, se encuentra reconocida como un instituto universitario por el Ministerio de Educación. En 2023 fue elevada a la categoría de "Universidad", pero esta recategorización se encuentra bajo revisión, desde julio de 2024.
En ese momento, desde el Ministerio de Capital humano se tomó la decisión de "establecer el proceso de revisión de la creación e inicio de actividades académicas de las nuevas cinco instituciones universitarias” que fueron creadas por ley, a instancias del Gobierno de Alberto Fernández, apenas tres meses antes de dejar el poder y cuando ya habían perdido las elecciones Primarias Abiertas, Simultáneas y Obligaciones, con asignación de recursos y partidas presupuestarias que debían ser cumplidas por el siguiente gobierno. Por esa razón, tras el cambio de mando la Ministra Sandra Pettovello tomó la decisión de suspender el inicio de las actividades académicas y girar fondos "hasta determinar si el procedimiento administrativo exigido por la Ley de Educación Superior para crear nuevas universidades fue debidamente cumplido”. También se desconoció a las autoridades designadas, porque las elecciones en asamblea fueron realizadas dos meses antes de que el Instituto Universitario Nacional de Derechos Humanos Madres de Plaza de Mayo fuese elevado a la categoría de "Universidad Nacional".  En su lugar, se designó como interventor a Eduardo Maurizzio, quien se había desempeñado hasta diciembre de 2023 como secretario administrativo de la institución.

## Historia
En 1999 la Asociación Madres de Plaza de Mayo resuelve crear un "espacio de resistencia" cultural: la Universidad Popular. En septiembre de 1999, a partir del Seminario de Análisis Crítico de la Realidad Argentina (1983-1999) dictados en la Librería de las Madres y del Café Literario "Osvaldo Bayer", comenzó a este proyecto, mientras se fueron construyendo las futuras aulas.
El trámite para la autorización para funcionar comenzó en 2007, pero el dictado de clases comenzó antes de su conclusión. La Comisión Nacional de Evaluación y Acreditación Universitaria (CONEAU) emitió una recomendación favorable en 2010 ante la solicitud de autorización provisoria. El 8 de junio de 2010, mediante el decreto nº751/2010 del Poder ejecutivo nacional fue "autorizada la creación" de dicha Universidad por Cristina Fernández de Kirchner.
Fue estatizada por ley 26.995, sancionada en octubre de 2014 por el Congreso Nacional, a iniciativa del bloque del FPV y de los mismos propietarios, que se veían imposibilitados de seguir administrándola debido a una deuda millonaria. Así, la ley 26.995 convertía a la Universidad Popular en "Instituto Universitario" y la incorporaba a la órbita del Poder Ejecutivo como unidad funcional del Ministerio de Justicia y Derechos Humanos. De esta manera, se crearon las carreras de Derecho, Historia, Trabajo Social y Comunicación, con una nómina de docentes que incluía a Jorge Rachid, Eugenio Raúl Zaffaroni, Javier Romero, entre otros.
El 28 de septiembre de 2023, a sólo tres meses del cambio de gobierno, el presidente Alberto Fernández promulgó una ley que elevaba el "Instituto Universitario Nacional de Derechos Humanos "Madres de Plaza de Mayo" al rango de Universidad Nacional. Tras la asunción de Javier Milei, la Ministra Sandra Pettovello tomó la decisión de suspender el inicio de las actividades académicas y girar fondos "hasta determinar si el procedimiento administrativo exigido por la Ley de Educación Superior para crear nuevas universidades fue debidamente cumplido”. También se desconoció a las autoridades designadas, porque las elecciones en asamblea fueron realizadas dos meses antes de que el Instituto Universitario Nacional de Derechos Humanos Madres de Plaza de Mayo fuese elevado a la categoría de "Universidad Nacional".  En su lugar, se designó como interventor a Eduardo Maurizzio, quien fue confirmado por la Justicia el día 28 de mayo de 2025.

## Carreras
Las carreras dictadas por la UPMPM fueron reconocidas como carreras universitarias por la autoridad educativa, conforme a los artículos 26 y 40 de la Ley de Educación Superior. Algunas carreras (como la de Trabajo Social), se tramitan a través de convenios con la Universidad Nacional de San Martín.

### Carreras de Formación
- Economía Política y Social. Duración: 2 años. Coordinación: Jaime Fuchs, Marcelo Freire y Oscar Natalicchio.

- Psicología Social. Duración: 4 años. Coordinación: Gregorio Kazi, Alfredo Luciardo y Liliana Viater

- Periodismo de Investigación. Duración: 3 años. Coordinación: Ana Badoza, Carlos Rodríguez,Sergio Kowaleswski y colectivo de docentes.

- Cine Documental. Duración: 3 años. Coordinación: Guillermo Kohen.

- Teoría Crítica y Filosofía de la Historia. Duración: 2 años. Coordinación: Alberto Guilis y Raquel Angel

- Cooperativismo. Duración: 1 año. Coordinación: Edgardo Form, Gabriela Roffinelli y equipo.

- Psicodrama. Duración   3 años. Coordinación Ana María del Cueto  y equipo docente.

- Seminario de especialización en Psicodrama y procesos grupales. Coordinación Ana María del Cueto. Duración 1 año

### Carreras con "título habilitante"
Según la institución la autorización para funcionar se encuentra (en 2009) aún en trámite, estas carreras tendrían "título habilitante", aunque no se especifica cuál es el reconocimiento oficial de dichos títulos. El decreto nacional del año 2010 indica que antes de iniciar las actividades es aún necesaria la aprobación del Ministerio de Educación.
- Trabajo Social. Duración: 5 años. Coordinación: Marcelo Cortizo.

- Abogacía. Duración: 5 años. Coordinación: Roberto Andrés Gallardo.

- Licenciatura en Historia con Orientación Docente. Duración: 5 años. Coordinación: Norberto Galasso

## Características de su propuesta educativa
La nota característica del Instituto Universitario es el alto nivel de politización de su educación, orientando todos los contenidos según una óptica de la izquierda política. Esto ha sido reconocido por sus propios directivos y docentes. Uno de sus primeros profesores, Néstor Kohan, expresó en su carta de denuncia de 19 de junio de 2007:

Hasta que en 1999 nos invitaron a formar parte de un proyecto hermoso: la Universidad Popular Madres de Plaza de Mayo (UPMPM), "universidad de lucha y resistencia ". El orgullo no nos entraba en el corazón. Como dijo Hebe en el discurso de apertura pública de la UPMPM, el 6 de abril del año 2000, ellas fundaban una Universidad Popular " para formar cuadros revolucionarios". ¡Qué gran desafío! Una tarea que todavía sigue actual y pendiente hoy en día.
(...) Varios periodistas famosos, salieron a insultar a las madres y a Hebe (...) traté de defenderlas, demostrando que detrás de los insultos de estos "periodistas estrellas" no estaba Rodolfo Walsh... sino el dinero de la Fundación Ford, vieja tapadera de la CIA. Hice entonces una documentada historia de la CIA y de la manera en que compraba intelectuales, sociólogos y periodistas para insultar a los revolucionarios más radicalizados. (...) En medio de todo ese torbellino popular que ascendía y crecía, hicimos la Cátedra Che Guevara y el seminario sobre El Capital. Producto de esas clases quedaron varias herramientas de trabajo para ese proyecto de "formar cuadros revolucionarios".

Si alguna vez en la UPMPM se priorizó la palabra del Che Guevara, hoy ese mensaje marxista, insumiso y rebelde, ya no resulta cómodo. Lo entiendo perfectamente. No es compatible con la propaganda del "capitalismo nacional" que (a nivel puramente retórico) difunde Kirchner.

Otro directivo, el secretario general del IUNMA, Jacobo Grossman, destacó: "Todas nuestras carreras están atravesadas por el compromiso con los derechos humanos y el reconocimiento a la igualdad de posibilidades para todas las personas que quieran estudiar en esta universidad".
Existen dos asignaturas transversales, obligatorias para todas las carreras: Formación política cátedra Carlos Marx e Historia de las Madres de Plaza de Mayo.
En este instituto “la planta docente no supera los 100 profesores“ (en 2015) y cuenta (en 2024) con 2245 alumnos. Entre 2019 y 2023 egresaron apenas 16 alumnos de los 2.564 que cursaron. El presupuesto en ese mismo período fue de $ 1.500.000.000.